# (73358) 2002 KT1
(73358) 2002 KT1 – planetoida z pasa głównego asteroid okrążająca Słońce w ciągu 4,65 lat w średniej odległości 2,78 j.a. Odkryta 17 maja 2002 roku.